# Franz Keller
Franz Keller (* 19. ledna 1945 Nesselwang) je bývalý německý sdruženář (závodník v severské kombinaci). Reprezentoval tzv. Západní Německo, na olympijských hrách pak sjednocený německý tým, který v jeho éře (60. letech) bylo zvykem skládat ze sportovců obou německých států, západního i východního. Získal zlatou olympijskou medaili na hrách v Grenoblu roku 1968. Jeho nejlepším výsledkem na mistrovství světa bylo druhé místo v roce 1966, na šampionátu v Oslu. V roce 1968 byl západoněmeckými novináři zvolen sportovcem roku. Začínal jako skokan na lyžích, stal se v této disciplíně i mistrem Německa (1966).